# Einar Nordlie
Einar Nordlie (29 aprile 1896 – 23 novembre 1966) è stato un calciatore norvegese, di ruolo attaccante.

## Carriera

### Club
Nordlie giocò con la maglia del Sarpsborg.

### Nazionale
Conta una presenza per la Norvegia. Il 26 maggio 1918, infatti, fu in campo nella sconfitta per 2-0 contro la Svezia.

## Palmarès

### Club

#### Competizioni nazionali
- Coppa di Norvegia: 1

Sarpsborg: 1917